# لجیونو
لجیونو (به ایتالیایی: Leggiuno) یک کومونه در ایتالیا است که در استان وارزه واقع شده‌است.

## خصوصیات
لجیونو ۱۳ کیلومترمربع مساحت و ۳٬۴۰۵ نفر جمعیت دارد و ۲۴۰ متر بالاتر از سطح دریا واقع شده‌است.